# Jüdischer Friedhof (Iserlohn)

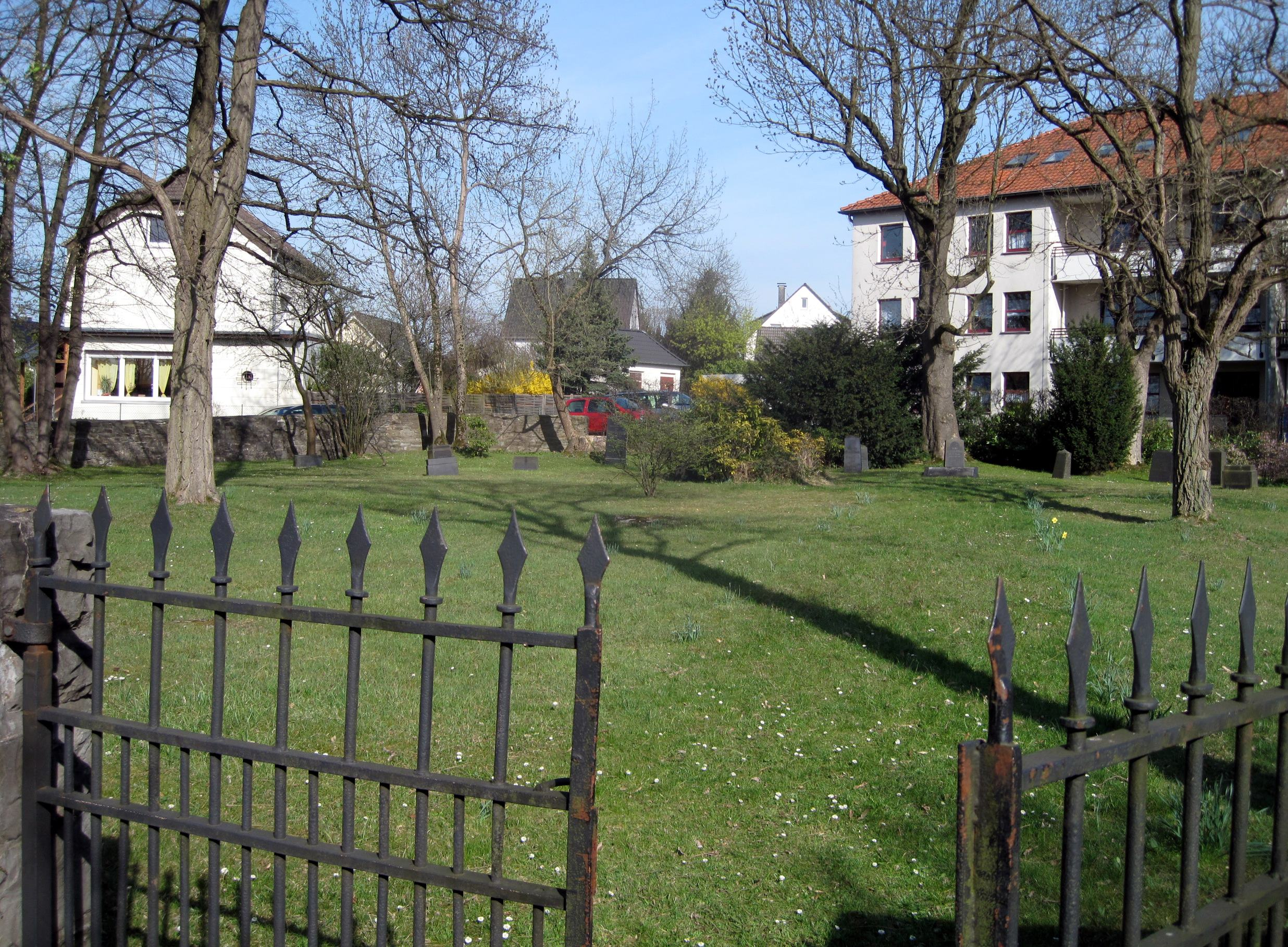
Jüdischer Friedhof Iserlohn (2011)

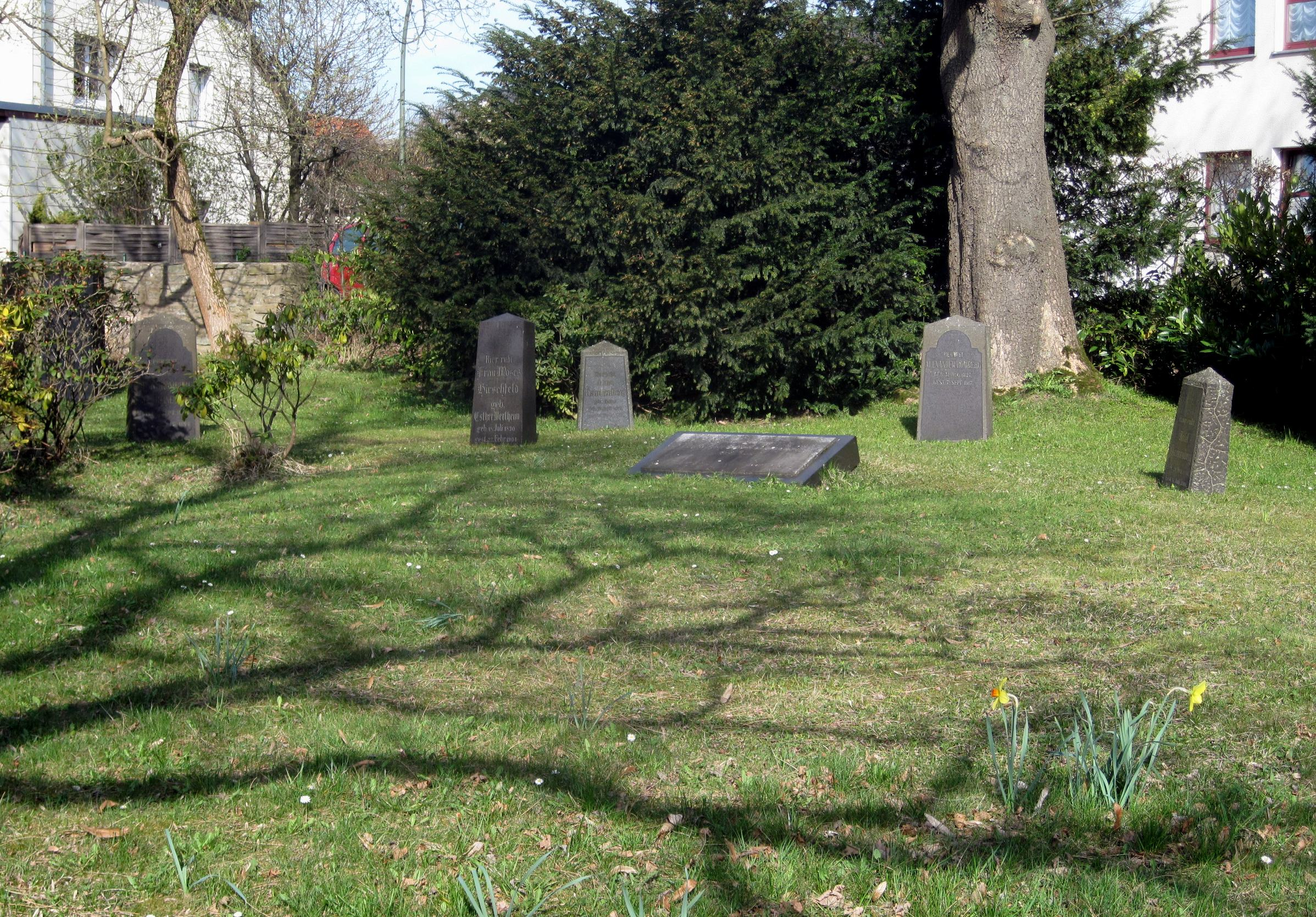
Jüdischer Friedhof Iserlohn (2011)

Der Jüdische Friedhof Iserlohn ist ein jüdischer Friedhof in der Stadt Iserlohn im Märkischen Kreis. Er hat eine Größe von etwa 1.850 m² und liegt an der Straße Dördelweg. Auf ihm befinden sich noch elf Grabsteine.

## Geschichte
Die Iserlohner Juden waren früher nicht berechtigt, ihre Toten innerhalb der Stadtbefestigung zu begraben. Die Beerdigungen fanden daher vor der Stadtmauer auf einem Abraumplatz beim Dicken Turm statt. 1743 sollte dort ein Gebäude errichtet werden. Der Friedhof musste daher aufgegeben werden. 
Ein neuer, mit einer Mauer eingefasster Friedhof wurde bei der Grube Gröfeken auf dem Dördel angelegt.
Dieser Friedhof wurde im 19. und 20. Jahrhundert belegt. Er wurde 1938, in der Zeit des Nationalsozialismus, zerstört und nach dem Zweiten Weltkrieg wieder hergestellt.
Seit dem 10. Februar 2005 ist er als Baudenkmal geschützt.